# Elizabeth de Badlesmere
Elizabeth de Badlesmere, Countess of Northampton (* um 1313; † 8. Juni 1356) war eine englische Adlige. 
Sie war eine Tochter von Bartholomew de Badlesmere, 1. Baron Badlesmere und von Margaret de Clare. Bereits als Dreijährige wurde sie am 27. Juni 1316 mit Edmund Mortimer, dem ältesten Sohn des Marcher Lords Roger Mortimer of Wigmore verheiratet. Ihr Vater zahlte ihrem Schwiegervater für die Hochzeit £ 2000. Im Gegenzug übergab Roger Mortimer Edmund mehrere Besitzungen in den Welsh Marches sowie die Anwartschaft auf das Erbe seiner Großmutter Margaret de Fiennes.
Nach der Eroberung von Leeds Castle während des Despenser War geriet sie 1321 zusammen mit ihrer Mutter und ihren Geschwistern in die Gefangenschaft von König Eduard II., der sie im Tower of London inhaftierte. Dem König gelang es, die Adelsopposition, der ihr Vater angehörte, zu besiegen, nach dem Sieg wurde ihr Vater im April 1322 als Verräter hingerichtet. Elizabeth wurde vermutlich im November 1322 zusammen mit ihrer Mutter und ihren Schwestern freigelassen, während ihr Ehemann Edmund Mortimer in Gefangenschaft blieb. Der König wurde 1326 von seiner Frau Isabelle und ihrem Liebhaber Roger Mortimer of Wigmore, gestürzt. Roger Mortimer wurde Regent von England und konnte seinen Sohn befreien, der nun mit seiner Frau zusammenleben konnte.
1330 wurden Roger Mortimer und Königin Isabella in einem Staatsstreich von Isabellas Sohn, dem jungen König Eduard III. gestürzt. Dabei wurde Eduard III. unter anderem von William de Bohun, ein Sohn von Humphrey de Bohun, 4. Earl of Hereford unterstützt. Als Elizabeths Mann bereits 1332 starb, heiratete sie nach November 1335 William de Bohun. Durch diese Heirat sollten die miteinander verfeindeten Familien Mortimer und Bohun versöhnt werden. Da die beiden im Vierten Grad miteinander verwandt waren, war für die Heirat ein päpstlicher Dispens erforderlich, der am 13. November 1335 ausgestellt wurde.
Als 1338 ihr einziger Bruder Giles ohne Nachkommen starb, wurden Elizabeth und ihre drei Schwestern seine Erbinnen. Elizabeth trat nun ein reiches Erbe an, ihr Mann war bereits 1337 zum Earl of Northampton erhoben worden.

## Nachkommen
Aus ihrer ersten Ehe mit Edmund de Mortimer hatte sie einen Sohn:
- Roger Mortimer, 2. Earl of March (1328–1360)

Aus ihrer Ehe mit William de Bohun hatte sie mindestens zwei Kinder:
- Humphrey de Bohun, 7. Earl of Hereford (1342–1373)
- Elizabeth de Bohun (um 1350–1385) ⚭ Richard FitzAlan, 11. Earl of Arundel